# 卵巢甲状腺瘤
卵巢甲状腺瘤（英語：struma ovarii），是一类中胚层畸胎瘤的罕见病变，它包括很多甲状腺组织，并可能引起甲状腺功能亢进症。卵巢甲状腺瘤的病发并不仅限于卵巢部位。绝大多数的卵巢甲状腺瘤是良性肿瘤；但是研究也发现一些恶性肿瘤的病例。

## 病理
尽管未能对该型肿瘤做出精确的诊断，超声波仍然能够发现异化的大型甲状腺瘤。超声波能够发现一个混合囊性或实性，并能够确定肿瘤的病理学成像。核磁共振成像可以探测出更多细节：囊性部位呈现出高密度或低密度成像，可能是因为肿瘤中的凝胶状胶体。在病理学上，没有发现脂肪组织。

## 其他图片

低度显微镜
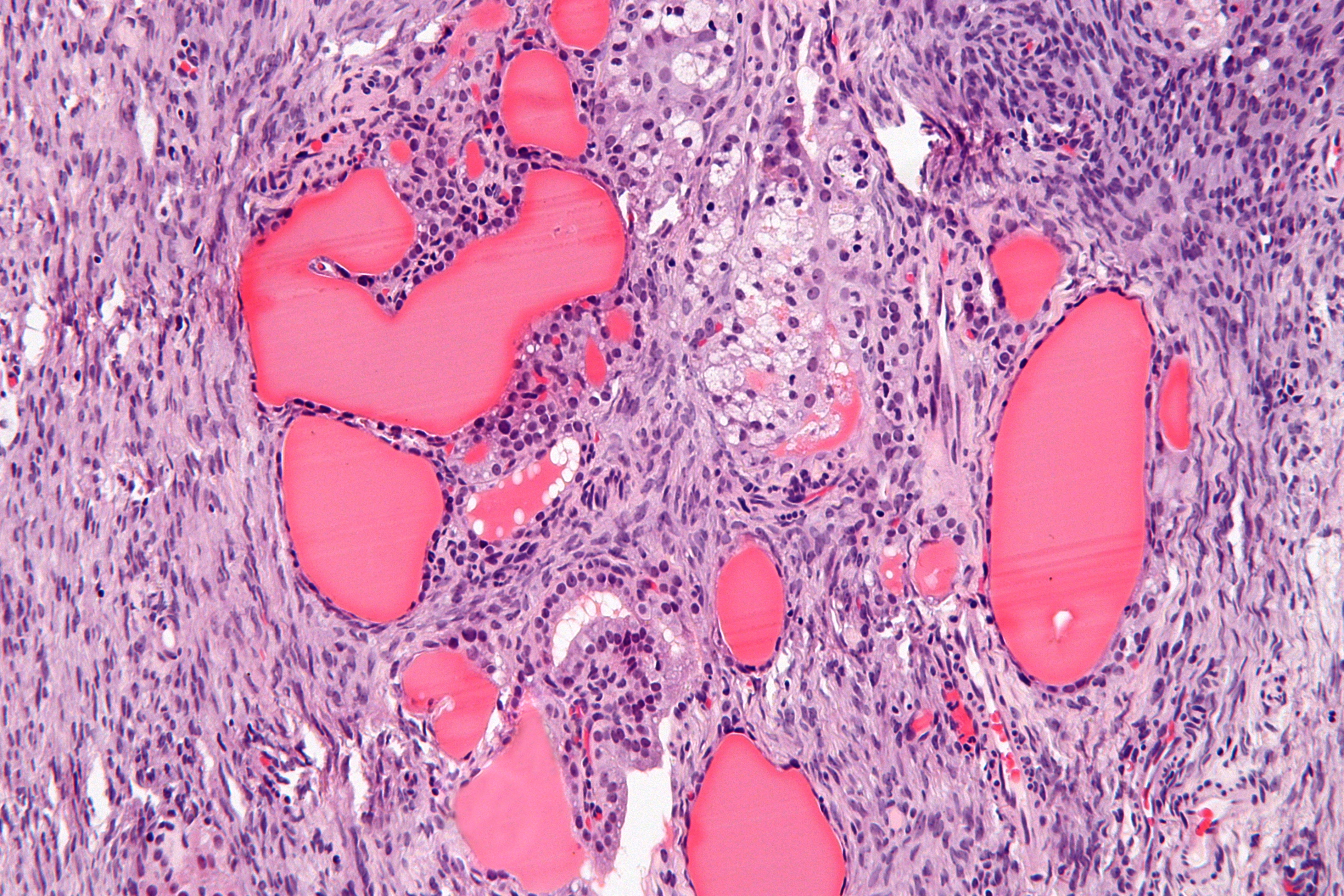
高度显微镜